# Hiéroglyphe égyptien R23
La fulgurite en hiéroglyphes égyptiens, est classifiée dans la section R « Mobilier cultuel et emblèmes sacrés » de la liste de Gardiner ; cet hiéroglyphe y est noté R23.

## Représentation
Il représente vraisemblablement une fulgurite dont le tube central est représenté en vision aspective et dont les contours dentelées rappellent ceux de la pierre. La fulgurite est une pierre formée grâce à l'énergie de la foudre sur une roche (courante dans le désert égyptien) ce qui l'assimile au dieu Min originellement dieu chtonien et céleste. Il est translittéré Mn.
| R22 |

| R22 |

## Utilisation
| R23 | / | R23 · R12 | A40 |

| R23 | / | R23 · R12 | A40 |